# کوبرشنیتسا
کوبرشنیتسا (به انگلیسی: Kubršnica) رودخانه‌ای است که در صربستان جریان دارد.